# آيت الربع (بوتفردة)
آيت الربع هي إحدى مشيخات المملكة المغربية، تتبع جغرافيا لإقليم بني ملال وإداريًا لبوتفردة. يقدر عدد سكانها بـ 9553 نسمة حسب الإحصاء الرسمي للسكان والسكنى لسنة 2004.